# A. L. Kennedy
Alison Louise Kennedy (Dundee, 1965. október 22. –) skót író, akadémikus és stand-up komikus. Regényeket, novellákat és ismeretterjesztő regényeket ír, sötét tónusáról, valamint a realizmus és a fantázia keverékéről ismert. Rovatokkal és kritikákkal járul hozzá az európai újságokhoz.

## Életrajza
Kennedy Dundee-ben született Edwardene Mildred tanár és Robert Alan Kennedy pszichológia oktató gyermekeként. Szülei 13 éves korában elváltak. A fizetős dundee-i gimnáziumba járt, majd a Warwicki Egyetem színháztudományi és drámaművészeti BA Hons szakán tanult.
1987 és 1989 között Kennedy a Clydebank kerületi tanács közösségi művészeti munkatársa volt. Ezt követően 1989 és 1991 között a Hamilton és East Kilbride Szociális Munka Osztályának rezidens írója volt. Az ott végzett munkája 1990-ben elnyerte a Social Work Today különdíját. 1989 és 1995 között a Project Ability, egy glasgow-i székhelyű vizuális művészeti szervezet munkatársa volt. 1995-ben részmunkaidős oktató volt a Koppenhágai Egyetemen.
2009-ben a Vanish című novellát adományozta az Oxfam Ox-Tales projektjének, amely négy történetgyűjtemény 38 szerzőtől. Története az "Air" gyűjteményben jelent meg. 2016-ban Serious Sweet című regénye sokáig szerepelt a Booker-díjon.
2019 decemberében 42 másik vezető kulturális személyiséggel együtt aláírt egy levelet, amelyben támogatja a Munkáspártot Jeremy Corbyn vezetése alatt a 2019-es brit parlamenti választáson. A levél szerint "a Munkáspárt választási programja Jeremy Corbyn vezetésével olyan átalakító tervet kínál, amely az emberek és a bolygó szükségleteit helyezi előtérbe a magánprofit és néhány ember érdekeivel szemben".
2020-ban a Süddeutsche Zeitung című német napilapnak kezdett rovatot írni a Brexitről alkotott nézeteiről.

Kennedy jelenleg a Skót-felföldön él, miután Wivenhoe-ból elköltözött, és 2007 óta a Warwicki Egyetem kreatív írás docense, korábban pedig kreatív írást tanított a St. Andrews-i Egyetemen 2003 és 2007 között.
Stand-up komikusként lépett fel az Edinburgh Fringe-en és irodalmi fesztiválokon. Legfőbb komikus klubja az edinburghi The Stand Comedy Club volt.

## Díjak és kitüntetések
- Scottish Arts Council Book Award four times[9]
- 1993, 2003 Granta Best Young British Novelist[9][21]
- 1991 Saltire Society Scottish First Book of the Year, Night Geometry and the Garscadden Trains[22]
- 1993 Edinburgh Fringe First, The Audition[22][23]
- 1994 Somerset Maugham Award, Looking for the possible dance[9][22]
- 1996 Encore Award winner, So I Am Glad[24]
- 2007 Saltire Society Book of the Year, Day[9][25]
- 2007 Lannan Literary Award for fiction[9]
- 2007 Austrian State Prize for European Literature winner[26]
- 2007 Costa Book Award(wd) Book of the Year, winner for Day[27]
- 2008 Internationale Eifel-Literatur-Preis[9][28]
- 2014 Frank O'Connor International Short Story Award shortlist All the Rage[29]
- 2016 Heinrich Heine Prize(wd)[30]
- 2016 Ehrenpreis des Österreichischen Buchhandels für Toleranz in Denken und Handeln[31]

## Művei

### Regények
- Looking for the Possible Dance (1993) ISBN 978-0-7493-9758-6
- So I Am Glad (1995) ISBN 978-0-09-945721-3
- Everything You Need (1999) ISBN 978-0-09-973061-3
- Paradise (2004) ISBN 978-0-09-943349-1
- Day (5 April 2007) ISBN 978-0-09-949405-8
- The Blue Book (4 August 2011) ISBN 978-0-224-09140-4
- Doctor Who: The Drosten's Curse (14 July 2015) ISBN 978-0-553-41944-3
- Serious Sweet (19 May 2016) ISBN 978-0-224-09844-1
- The Little Snake (6 November 2018) ISBN 978-1786893864
- Als lebten wir in einem barmherzigen Land (20 March 2023) ISBN 978-3446276246

### Novellagyűjtemények
- Night Geometry and the Garscadden Trains (1990) ISBN 978-0-09-945006-1
- Now That You're Back (1994) ISBN 978-0-09-945711-4
- Tea and Biscuits (1996) ISBN 978-1-85799-757-6
- Original Bliss (1997) ISBN 978-0-09-973071-2
- Indelible Acts (2002) ISBN 978-0-09-943348-4
- What Becomes (6 August 2009) ISBN 978-0-224-07787-3
- All the Rage (2014) ISBN 978-0544307049
- We Are Attempting To Survive Our Time (2020) ISBN 978-1787331822

### Non-fiction
- Life & Death of Colonel Blimp (1997) ISBN 0-85170-568-5
- On Bullfighting (1999) ISBN 0-224-06099-6
- On Writing (2013) ISBN 978-0-224-09697-3

### Film és TV
- Stella Does Tricks (1996) Channel 4 films[32]
- Dice (2001), with John Burnside(wd) [33]

### Rádió
- Confessions of a Medium (2010), broadcast as the Saturday Play on BBC Radio 4, 13 March 2010 and 1 March 2013[34]
- Happy Families (2011), broadcast on BBC Radio 3, 1 September 2011
- Love Love Love Like The Beatles (2012), broadcast as the Afternoon Drama on BBC Radio 4, 26 June 2012
- AA: America's Gift to the World (2014), broadcast on BBC Radio 4, 6 April 2015[35]
- Subterranean Homesick Blues (5 series beginning 2015), broadcast on BBC Radio 4 from 14 September 2015
- A Single Act (first broadcast on BBC Radio 4 25th Dec, 2023)

## Magyarul megjelent
- Hát boldog vagyok (So I am Glad) – József Attila Kör, Budapest, 2005 (JAK világirodalmi sorozat) · ISBN 9637343318 · Fordította: Mesterházi Mónika
- Day háborúja (Day) – Geopen, Budapest, 2010 · ISBN 9789639973299 · Fordította: Mesterházi Mónika

## Fordítás
- Ez a szócikk részben vagy egészben  az   A. L. Kennedy című angol Wikipédia-szócikk fordításán alapul.  Az eredeti cikk szerkesztőit annak laptörténete sorolja fel. Ez a jelzés csupán a megfogalmazás eredetét és a szerzői jogokat jelzi, nem szolgál a cikkben szereplő információk forrásmegjelöléseként.